# Nymyrtjärnen, Ångermanland
Nymyrtjärnen är en sjö i Sollefteå kommun i Ångermanland och ingår i Ångermanälvens huvudavrinningsområde.